# Kamera Island
Kamera Island (englisch; bulgarisch остров Камера ostrow Kamera, deutsch ‚Kamerainsel‘) ist eine größtenteils vereiste, in südwest-nordöstlicher Ausrichtung 778 m lange und 278 m breite Insel in der Gruppe der Vedel-Inseln im Wilhelm-Archipel vor der Graham-Küste des Grahamlands auf der Antarktischen Halbinsel. Sie liegt 5,6 km nordwestlich der Petermann-Insel, 80 m nordwestlich von Kormoran Island, 40 m südöstlich von Klamer Island und 378 m westlich von Pate Island.
Britische Wissenschaftler kartierten sie 2001. Die bulgarische Kommission für Antarktische Geographische Namen benannte sie 2020 deskriptiv, da sie in ihrer Form entfernt an eine Fernsehkamera erinnert. 